# 烏維隕石坑

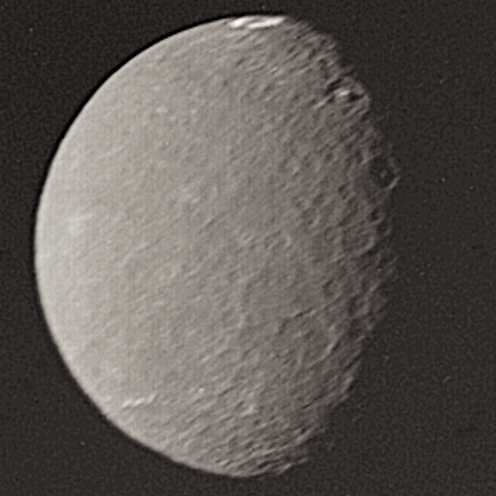
烏維隕石坑是在天衛二晨昏圈上接近一點鐘方向，有明亮中央峰者。

烏維隕石坑（Vuver）是位於天王星衛星天衛二表面的一個隕石坑。它的直徑98公里，中心座標311.6°E，4.7°S。
烏維隕石坑有一個明亮的中央峰，它和另一個隕石坑史金德隕石坑是少數天衛二上反照率較高區域，有時兩者會混淆。
該撞擊坑名稱由來自伏爾加芬蘭人神話中的邪惡精靈。